# Патрік Менсон (паразитолог)
Сер Па́трік Ме́нсон (англ. Patrick Manson; 3 жовтня 1844, Олдмедрум, Абердин, Шотландія — 9 квітня 1922, Лондон) — шотландський лікар, паразитолог, Лицар Великого Хреста Ордена Святого Михайла і Святого Георгія (англ. Knight Grand Cross (GCMG). Його вважають «батьком» сучасної паразитології та тропічної медицини.

## Біографія

### Ранні роки

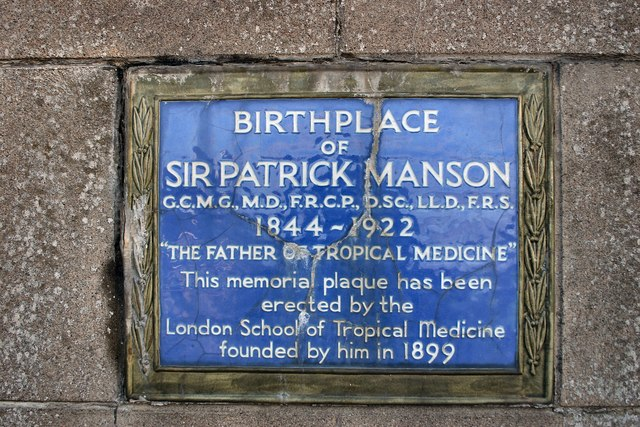
Меморіальна плита на місці народження Патріка Менсона в Олдмедрумі.

Народився в Олдмедрумі, невеликому містечку поблизу Абердину, другим серед 7 дітей сім'ї. Його мати, Елізабет Лівінгстон, була далеким родичем визначного дослідника і християнського місіонера Африки, Девіда Лівінгстона. Менсона в дитинстві дражнили «скандинавським піратом» завдяки його норвезькому походженню. Його також описували сучасники дитинства як не сильно розумну дитину, але з великою зацікавленістю в отриманні нових знань. Він ріс у пресвітеріанській сім'ї, у якій вирізнявся хорошою пам'яттю, адже міг запам'ятовувати церковні проповіді у віці до 5 років. Коли він підріс, то оточуючі відзначили його інтерес до столярних робот, механіки, крикету і полювання з дробовиком. У 15-річному віці він почав працювати на ковальському заводі в Абердині, але розлад здоров'я завадив йому продовжувати це заняття, бо він швидко отримав викривлення хребта та парез правої руки, притаманних цій робітничій діяльності, але значно швидше, ніж це відбувалось у дорослих робітників.

### Медична освіта
Тому Менсон вирішив вивчати медицину в Абердинському університеті. Є припущення, що вибір медицини був свідомим через те, що раніше він застрелив оскаженілого кота, дріб розсік його нутрощі, а там хлопчик побачив гельмінта, що зацікавило його в подальшому вивчати паразитів. Менсон завзято вчився і закінчив університет, склавши випускні іспити, у 20 років. Він змушений був чекати, щоб отримати науковий ступінь доктора медицини, до необхідного за законом 21 року. При цьому він відвідував клініки, госпіталі, лабораторії, медичні музеї, тощо вивчаючи особливості їх діяльності. Першою науковою працею Менсона стало дослідження змін внутрішньої сонної артерії, яку він написав у той час, як був помічником лікаря у Даргемському районного госпіталі для психічнохворих («англ. Durham County Lunatic Asylum»). Він особисто зробив 17 розтинів померлих психічно хворих, які дали йому необхідне патоморфологічне підґрунтя для його наукової роботи. Він міркував у своїй дисертації, що тяжкість патології головного мозку у цих хворих корелює з діаметром їхньої аневризми внутрішньої сонної артерії, що схоже з ситуацією при цирозі печінки, коли йде розширення ворітної вени внаслідок виникнення портальної гіпертензії. Саме за цю працю йому присудили ступінь доктора медицини (англ. MD) в Абердинському університеті.

### Робота на Формозі
У 1866 році Менсон, який був натхнений своїм старшим братом, що працював у Шанхаї, згодився зайняти посаду медичного співробітника в митній службі Формози. Менсон пробув у плаванні протягом 3 місяців, обігнувши Африку через мис Доброї Надії, проминув Мадагаскар, і, нарешті, прибув у Такао на Формозі. Тут його офіційним щоденним обов'язком було оглядати судна, що заходили в порт, лікувати їхні екіпажі та збирати й зберегти метеорологічні записи. Він також був присутній на прийому китайських пацієнтів у місцевій місіонерській лікарні, де він побачив найрізноманітніші хвороби, зокрема слоновість, проказу, що надало йому величезного досвіду. Його єдиними інструментами обстеження хворих було поєднання клінічного дослідження, ручної лінзи і хорошого обліку даних про пацієнтів. Він навчився витягувати п'явок з носа хворих безболісним способом замочування і розслаблення п'явки гіпертонічним розчином. Він успішно лікував європейських пацієнтів, у яких розвинувся синдром «тропічної печінки» після того, як вони з'їдали багато м'яса і вина (ймовірно, гострий жировий гепатоз), призначенням важких гімнастичних вправ і дієти.
Хоча Менсон жив серед невеликої громади з 16 європейців, він охоче спілкувався з місцевими жителями, вивчив китайську мову та місцеві діалекти. Є припущення, що Менсон був задіяний до боротьби між японськими і китайськими угрупованнями за контроль над островом. Менсон схоже віддавав перевагу китайцям і, можливо, брав участь у закупівлі поні для китайських військ. На початку 1871 року він порадив британському консулу виїхати у Сямень, і сам переїхав туди з британською місією. Незабаром його молодший брат Девід приїхав до нього і залишався з Патріком протягом 2 років. Сямень був тяжким містом для проживання європейців, місцем з жарким і вологим кліматом. Вулиці міста були вузькі, забруднені нечистотами з екскрементами. Свині і собаки на них з'їдали екскременти і плодилися у великій кількості. Жителі були вкрай бідні. Це місто було високо ендемічним з малярії, черевного тифу, денге і прокази. На той час 1 з 450 жителів був зараженим проказою. У 1877 році у Сямені відбулася епідемія холери, при цьому 95 % населення захворіли, а 2 % померли. На жаль, молодший брат Патріка Девід також помер у Сямені в 1878 році.
Менсон завдяки значній кількості оглянутих хворих досить швидко став хорошим клініцистом, здатним поставити складний діагноз. Окрім цього Патрік робив багато складних операцій хворим на слоновість, які були настільки спотворені, що їх кидали близькі. Як вважають, тільки за 1871 рік Менсон вирізав не менше тонни тканин у цих пацієнтів. Таким чином він здобув авторитет як собі, так і для західної медицини у східному середовищі. Проте Менсон був напрочуд скромним, не вважав себе вдалим хірургом, а порівнював із вправним тесляром. Його скромність була перебільшеною, адже саме тоді він добився успішних результатів в хірургічного лікуванні поширеного в цьому регіоні абсцесу печінки, який виникав часто при амебіазі. Менсон винайшов декілька хірургічних інструментів, які давали йому можливість вдало видаляти гній з такого абсцесу. Він був не тільки поважаним за його медичні здобутки, місцеві жителі вважали його одним з найкращих мисливців на тигрів.
Беручи до уваги психологію китайських пацієнтів, він змінив, на відміну від інших європейських лікарів, так свої професійні дії, що вуличні роззяви і родичі хворих могли підглядати через широкі скляні вікна, спостерігати за його роботою. Весь процес перебування пацієнта під наркозом, створення безболісності хірургічної процедури видалення пухлин і каменів, відновлення після анестезії були відкриті для публіки. Таким чином, Менсон завдяки своєї спостережливості, гуманістичної стурбованості та адаптивного ставлення стали ключем до його успіху в місцевих жителів, в зміні ставлення до західної медицині. Зрозумівши, що головним в покращенні медичного статусу жителів Сяменю належить профілактиці, він приділив таким заходам багато уваги. Менсон пропагував проведення вакцинації проти натуральної віспи, зокрема, призначивши свого китайського підлеглого головним публічним вакцинатором міста. Менсон навчив багато місцевих хірургів, які відкрили свою практику у віддалених районах міста, що тільки збільшувало якість медичної допомоги. Але місцевий лідер християнської британської громади відмовив Менсону у роботі з парафіянами, тому Патрік був змушений лікувати лише хворих у портовій лікарні.

## Наукова діяльність
1875 року Менсон повернувся до Лондону, де одружився з Ізабеллою Генрієттою Турнбулл. З нею в шлюбі він мав 3 синів та дочку.
За рік перебування в Лондоні Менсон зацікавився хірургією ока, набув практичних навичок, придбав відповідний інструментарій. Цього часу він спробував знайти інформацію про паразитарні захворювання, відмітив, що її було вкрай мало. Він знайшов повідомлення Тімоті Льюїса про те, як той знайшов нематоду Filaria sanguinis hominis у крові та сечі індійського пацієнта, якій страждав на хілурію. Це вразило Менсона, адже у Сямені він часто лікував хворих на слоновість, які мали хілурію. Менсон придбав складаний оптичний мікроскоп і 1876 року разом з дружною повернувся до Сяменя.
Використавши мікроскоп, Менсон незабаром виявив, що мікрофілярії були в достатку в крові хворих із слоновістю. Він відмітив той факт, що покриті оболонкою, енергійно активні мікрофілярії залишалися незмінними в крові пацієнтів при температурі тіла, але потім скидають оболонки при кімнатній температурі в тропічному регіоні. Він простежив зміни мікрофілярій в травному тракті самиць Culex fatigans, коли їх годували зараженою людською кров'ю. Після розтину сотні таких комарів, Менсон виявив, що мікрофілярії піддаються метаморфозам і мігрують з шлунково-кишкового тракту до грудного м'яза комарів. У 1899 році Томас Бенкрофт показав, що ці інфіковані комарі можуть передавати паразита назад до людини через укуси. Нарешті, Менсон та інші успішно виявили дорослих черв'яків Wuchereria bancrofti з усіма етапами розвитку мікрофілярій в межах лімфатичної циркуляції, які страждають на вухереріоз та слоновість, таким чином, описавши повний життєвий цикл цього філяріїдозу в людей, показавши, як від людини до людини відбувається передача цього збудника через комарів-переносників.
Це відкриття ролі комарів як проміжного хазяїна в життєвому циклі та передачі трансмісивних патогенних мікроорганізмів прийшло тільки після прискіпливих і кропітких досліджень. Менсон збудував невеликий будинок, покритий тонкою протимоскітною марлею. Він змусив інфікованих мікрофіляріями пацієнтів, в тому числі свого садівника, спати всередині цього будинку. Світло було запалене усередині цього будинку, а двері були відчинені протягом 30 хвилин у нічний час. На наступний ранок, комарі з черевцями, налитими зараженою кров'ю пацієнтів знаходили на марлі. Комарів обробляли тютюновим димом задля знерухомлення, мітили і переносили в скляні флакони. Потім Менсон їх розрізав і досліджував під мікроскопом.
З 190 китайців, яких Менсон обстежив, 15, які мали мікрофілярій в їхніх зразках крові, мали деяку ознаку слоновості або певні ознаки хвороби, найчастіше зворотну гарячку і набряки. Після вивчення 670 осіб, він виявив, що 1 з кожних 10,8 пацієнтів в Сямені був заражений, а частота зараження у молодому віці становить 1 до 17,5, тоді як у літніх людей — 1 до 3. Менсон був дуже прискіпливим науковцем, він також виявив нічну періодичність мікрофіляріємії. Шляхом підрахунку кількості мікрофілярій в крові інфікованих хворих, Менсон виявив, що їх число досягало максимуму близько опівночі, що збігалось з людським часом відходу до сну і найбільшою активністю комарів.
Його результати дослідження були опубліковані у часописі Лондонського зоологічного товариства  імені Ліннея в 1878 році. Після того, як його роботу зачитали на зборах товариства, один з присутніх проказав, що «те, що вони чули, являє собою або роботу генія або, більш ймовірно, еманації п'яного шотландського лікаря в далекому Китаї, де всі знають, що вони п'ють занадто багато віскі». Але згодом експерименти Менсона були відтворені та його комарина гіпотеза отримала широке визнання.

## Стосунки з Робертом Россом
Менсон виявив у крові хворих на малярію паразитарного агента (який пізніше став відомий як чоловічий гаметоцит) і спостерігав це у багатьох заражених протягом тривалого часу. Він повідомив про цю знахідку Рональда Росса і закликав його взятися за цю важливу частину досліджень в Індії. У період наставництва Менсона Рональд Росс написав 110 листів йому, тоді як Менсон відповів 85, де указував на прогалини в знаннях, проблеми експериментальної методології, наукового аналізу, виказував підтримку та заохочення. Після завершення Россом опису життєвого циклу малярійного плазмодія у комарі в 1898 році, Росс писав Менсону: «Яке це прекрасне відкриття. Я насмілюся хвалити його, тому що воно належить вам, а не мені». Проте, в наступні роки після того, як Росс отримав Нобелівську премію з медицини, він усе перевернув на протилежне і дискредитував Менсона.

## Подальші наукові дослідження та лікарська кар'єра
У 1880 році у Сямені під час консультації, яку проводив Менсон хворій особі, останній у момент огляду мав епізод різкого і гучного кашлю. Він викашляв при цьому криваве харкотиння, яке не зміг спрямувати у плювальницю. через що воно опинилось на килим приймальної лікаря. Менсон тоді взяв це харкотиння і піддавши мікроскопії виявив у ньому великі гельмінтні яйця. Коли Менсон їх помістив банки, наповнені водою, то з них утворилися війчасті істоти через 2 тижні перебування у воді при кімнатній температурі тропіків. Менсон пізніше з'ясував, що таким чином він через щасливу випадковість виявив яйця гельмінта Paragonimus westermanii (застаріле — Distoma ringeri), який спричинює парагонімоз, при якому уражаються легені та відбувається кровохаркання. Він припустив, що для передачі цього гельмінта у воді має бути проміжний хазяїн у прісній воді, скоріше за все ракоподібний такий, як равлик. що потрібно для завершення життєвого циклу Paragonimus westermanii. Гіпотезу Менсона остаточно підтвердив у 1916 році Накагава. Теорія Менсона про наявність проміжних хазяїв — равликів була пізніше успішно застосована до виявлення епідеміологічних особливостей передачі шистосомозів.

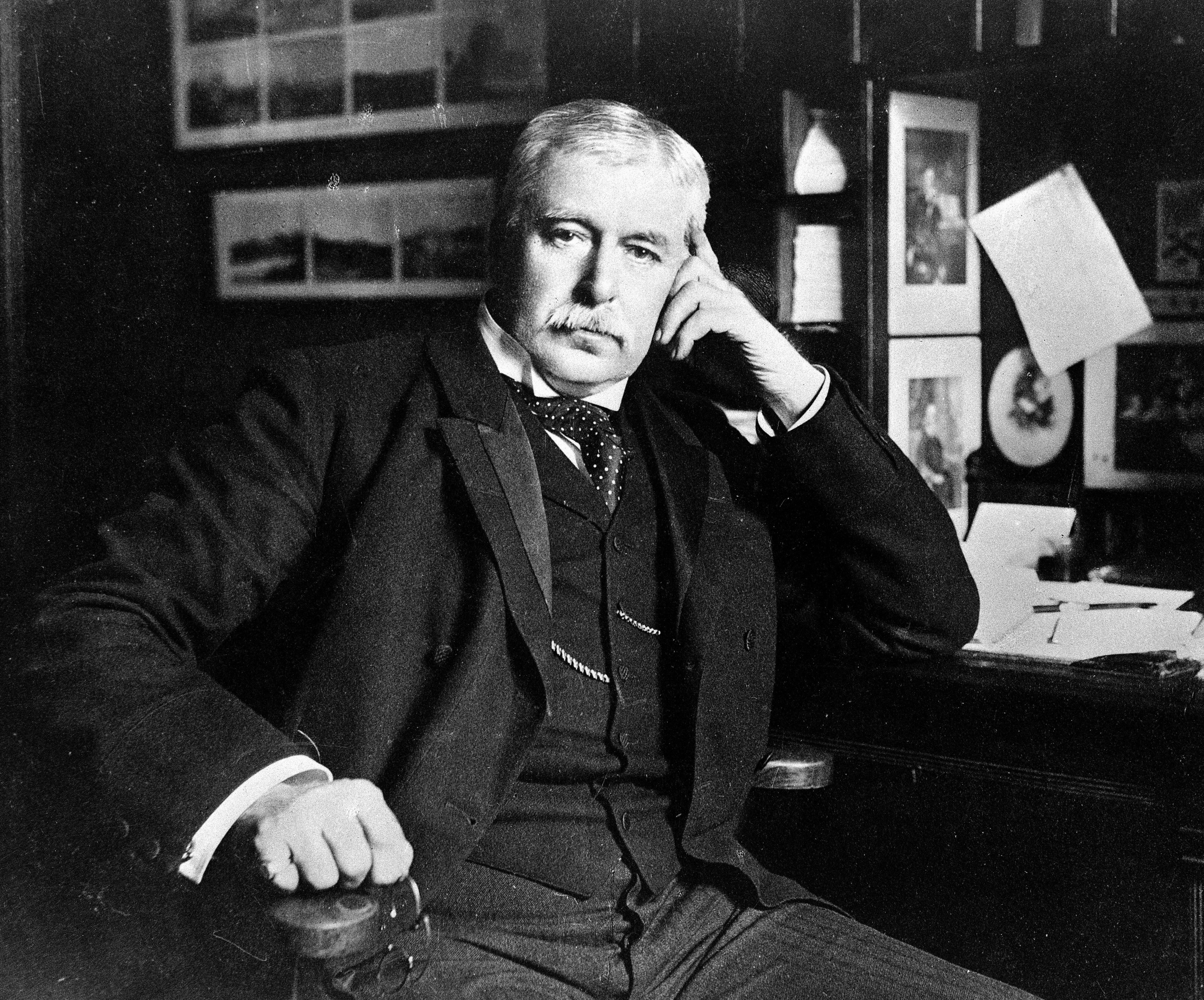
Патрік Менсон в робочому кабінеті.

Через 5 років перебування у Такао і 11 років у Сямені Менсон вирішив переїхати до Гонконгу. Він створив дуже успішну приватну медичну практику, яка приваблювала багатьох європейців і багатих китайських пацієнтів. До того ж працюючи в цивільній лікарні для європейців, він заснував Меморіальний госпіталь Аліси за підтримки Лондонського місіонерського товариства. Ця лікарня обслуговувала китайських пацієнтів і була також клінікою для китайського Гонконзького Медичного коледжу, який був попередником університету Гонконгу. Він був засновником і деканом, який у своїй інавгураційній промові 1 жовтня 1887 року підкреслив роль коледжу в медичній освіті, у боротьбі проти неуцтва, забобонів і застарілих традицій феодальної династії Цін, популяризації західної медичної практики. Серед перших випускників — китайських медиків цього коледжу був батько нового Китаю, Сунь Ятсен. Є свідчення, що Менсон в подальшому переховував Сунь Ятсена від переслідування китайської поліції за його революційну діяльність. У 1886 році Менсон також заснував медичне товариство у Гонконзі, у роботі якого приділив увагу усуненню прогалин у підготовці лікарів стосовно інфекційних та паразитарних хвороб.
Незважаючи на серйозну зайнятість питаннями організації медичного забезпечення та навчання Менсон продовжував свою лікарську практику. Зокрема, у листопаді 1887 року він оглянув тодішнього прем'єр-міністра Китаю Хунг-Чанг Лі, у якого китайські лікарі підозрювали рак язика. Менсон на той момент мав напад подагри, але це не завадило йому піднятися на борт корабля, на якому був прем'єр, і блискуче провести дослідження, внаслідок якого він встановив у прем'єра наявність під'язикового абсцесу, який Менсон розкрив та осушив. Хунг-Чанг Лі був настільки вражений цим, що в подальшому беззаперечно підтримував Менсона і став покровителем Гонконзького медичного коледжу.
Окрім цього Менсон багато уваги приділяв профілактиці інфекційних хвороб у Гонконгу. Так він став ініціатором завезення до регіону корів з Шотландії та Австралії задля забезпечення молоком та молочними виробами дітей, вагітних і хворих.

## Повернення до Лондона
Менсон повернувся до Лондона у 1889 році й започаткував приватну медичну практику з лабораторією. Він отримав членство в Королівській колегії лікарів. успішно пройшовши екзамен у 1889 році. Також він став лікарем лікарні для моряків на плавучому госпіталі Дредноуті та працював ним протягом 6 років. Він активно пропагував необхідність спеціальної освіти в області тропічної медицини. Він казав: «Навчання в цій сфері медицини в Британії зовсім недостатнє, щоб претендувати на адекватність при застосуванні у тропіках. Я говорю так наполегливо, спираючись на мій власний досвід, мої власні помилки, чужі помилки, що я бачив». Це призвело до сильних суперечок зі своїми колегами, і він був змушений покинути Дредноут. Але з часом лікарі все більше і більше переконувалися в необхідності тропічної медицини. Менсон задля цього заснував Лондонську школу тропічної медицини та гігієни в 1899 році. У віці 55-ти років Менсону довелося проводити 3 години у подорожах туди і назад, 9 миль два-три рази на тиждень протягом виконання ним навчальних обов'язків у школі. Як і більшість видатних вчених, він завжди був стурбований тим, як спонукати постійний інтерес у майбутніх поколінь лікарів, щоб спонукати проведення необхідних спостережень у пацієнтів і проводити ефективний контроль інфекційних захворювань.
1890 року Менсон став членом Королівського медичного коледжу (англ. Royal College of Physicians). 1892 року його прийняли членом Товариства моряцьких госпіталів (англ. Seamen's Hospital Society). Тоді ж він став лектором з тропічної медицини у госпіталі Св. Георгія. 1900 року його обрали членом Лондонського королівського наукового товариства і президентом Епідеміологічного Лондонського товариства.
1903 року Патріку Менсону був пожалуваний англійський дворянський титул, він був посвячений у Лицарі-командори (англ. Knight Commander (KCMG) Ордена Святого Михайла і Святого Георгія, а у 1912 році у Лицарі Великого Хреста (англ. Knight Grand Cross (GCMG) цього ордену.
У 1904 році його нагородили золотою медаллю Фозергілла — науковою нагородою Медичного Лондонського товариства. 1904 року йому присудили почесний науковий ступінь доктора наук Оксфордського університету. У 1907—1909 роках був першим президентом Королівського товариства тропічної медицини та гігієни. 1912 року Лондонське королівське товариство нагородило Менсона науковою нагородою — медаллю Едварда Дженнера.

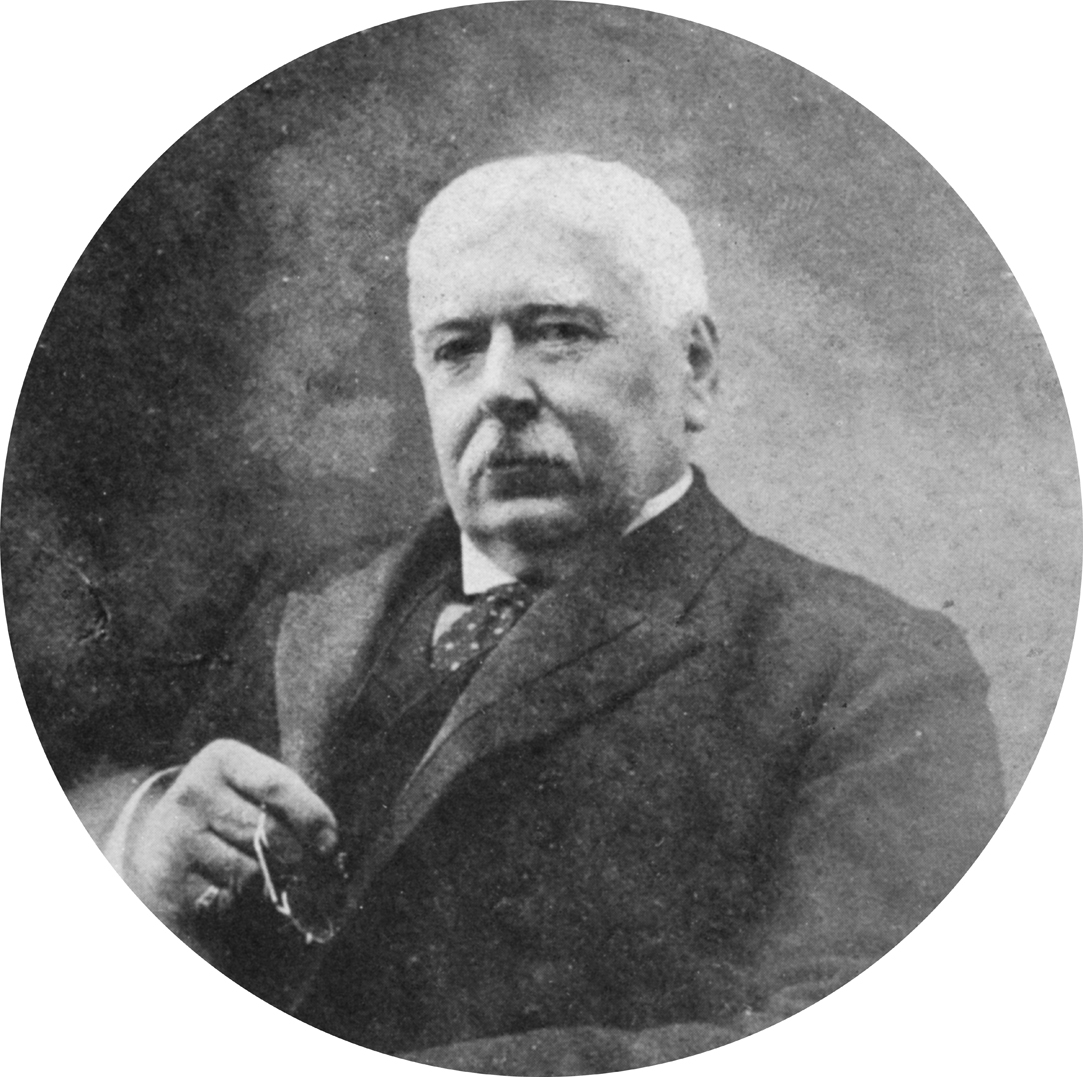
Патрік Менсон.

Помер Патрік Менсон від ускладнень подагри, на яку хворів тривалий час, 9 квітня 1922 року в Лондоні. Поховали його на Алленвейльському кладовищі в Абердині.
1923 року британське Королівське товариство тропічної медицини та гігієни запровадило почесну наукову нагороду (медаль Менсона) за видатні дослідження у цих галузях медицини, яку назвало на честь Патріка Менсона. Щорічно воно проводить на його честь різдвяну лекцію (англ. Manson Christmas Lecture).

## Наукові здобутки
Менсон зробив значний внесок у вивчення тропічних хвороб, в тому числі, відкриття гельмінтів — Filaria demarquaii (на сьогодні — Mansonella ozzardi), Filaria diurna (на сьогодні — Loa loa), Filaria perstans (на сьогодні — Mansonella perstans), Bothriocephalus mansoni (також — Spirometra або Diphyllobothrium mansonoides), Schistosoma mansoni, патогенного грибка Trichophyton concentricum, який спричинює один з видів лишаю. Ідентифікація цих організмів, як патогенів людини, послужила підґрунтям для розуміння сутності та профілактики цих інвазій.
Менсон отримав безліч престижних нагород за видатний внесок в медицину. Ці внески охоплювали не тільки його дослідження по філяріях, але й відкриття парагонімозу, паразитичного черв'яка у собак, а також здобутки у багатьох сферах медицини, в тому числі абсцесах печінки, дерматологічних захворювань, вивчення анкілостомідозу, індійського вісцерального лейшманіоза, африканського трипаносомоза, шистосомозів, черевного тифу, дифтерії, натуральної віспи, прокази, чуми, гарячки денге, малярії, авітамінозу і спру. Менсон, зокрема, вперше здійснив стиснення біоптату, взятого від хворого на проказу, щоб позбавити препарат крові та уколовши в центр матеріалу, він отримував крапельку рідини, яку потім фарбував і досліджував під мікроскопом, щоб виявити збудника лепри.

## Названі на його честь
- Mansonella ozzardi — вид гельмінтів, один із збудників серозних мансонельозів.
- Mansonella perstans — вид гельмінтів, один із збудників серозних мансонельозів.
- Mansonella streptocerca — вид гельмінтів, збудник підшкірного мансонельозу.
- Bothriocephalus mansoni — вид гельмінтів.
- Schistosoma mansoni — гельмінт, один зі збудників шистосомозів.
- Spirometra mansoni — вид гельмінтів, личинкова стадія якого є однією з збудників спарганозу.
- Spirometra mansonoides — вид гельмінтів, личинкова стадія якого спричинює спарганоз.
- Sparganum mansoni — вид гельмінтів, личинкова стадія якого спричинює спарганоз.
- Mansonia — рід москітів.
- Серозні мансонельози та підшкірний мансонельоз — гельмінтози з групи філяріїдозів.

## Основні праці Патріка Менсона
- Manson P. On the development of Filaria sanguis hominis and on the mosquito considered as a nurse. J Linn Soc (Zool) 1878;14:304–311.
- Manson P. Distoma ringeri. Med Times Gaz. 1881;2:8–9.
- Manson P. Remarks on an operation for abscess of the liver. Br Med J. 1892;1:163–167.
- Manson P. The necessity for special education in tropical medicine. Lancet. 1897;150:842–845.
- Manson's Tropical Diseases: a Manual of the Diseases of Warm Climates (1898); 7th edition. 1921.
- Manson, P. 1893. Diseases of the skin in tropical climates, p. 928—995. In A. H. Davidson (ed.), Hygiene and diseases of warm climates. Young J. Pentland, London, United Kingdom
- Manson P. Report of a case of bilharzia from the West Indies. Br Med J. 1902;2:1894–1895.
- Manson P. Lectures on Tropical Diseases, 1905.
- Manson P. Diet in the Diseases of Hot Climates, 1908, with Charles Wilberforce Daniels (1862—1927 роки).